# Guardian Industries
Guardian Industries es un fabricante industrial privado de vidrio, productos de automoción y de construcción con sede en  Auburn Hills, Míchigan.
La empresa fabrica vidrio flotado, productos de vidrio fabricado, aislamiento de fibra de vidrio y materiales de construcción para aplicaciones comerciales, residenciales y automotrices.
La empresa emplea a más de 18.000 personas y tiene actividades presentes en América del Norte y del Sur, Europa, Asia, África y Oriente Medio.

## Historia
Guardian Industries fue fundada en 1932 como Guardian Glass Company. La empresa se estableció originalmente como un pequeño fabricante de parabrisas. En 1957, el mismo año en que Guardian se acogió al Capítulo 11 de bancarrota,  William Davidson se convirtió en presidente de Guardian, 10 años después de graduarse de la Universidad de Míchigan en 1957. Después de tres años en 1960, Guardian salió de la bancarrota. En 1968, la compañía cambió oficialmente su nombre a Guardian Industries Corp. y bajo el liderazgo de William Davidson; salieron a bolsa con la operación inicial valorada en $ 17 por acción. Al año siguiente, Guardian comenzó a cotizar en la American Stock Exchange.
En 1970, Guardian comenzó a producir vidrio plano con el proceso de vidrio flotado recién inventado. Abrieron su primera línea de producción en Carleton, Míchigan, y hoy la compañía cuenta con 28 líneas de vidrio flotado y 13 plantas de fabricación de vidrio en todo el mundo. En 1973 comenzó a cotizar en la Bolsa de Nueva York.
A partir de 1980, Guardian comenzó a diversificar sus actividades e inició la producción de aislamiento de fibra de vidrio. La entrada al mercado europeo tuvo lugar en 1981 cuando la empresa abrió su línea de producción en Bascharage, Luxemburgo. Aparecieron más plantas en Alemania, España, Inglaterra, Hungría y Polonia.
La empresa volvió a ser una empresa privada en 1985 después de 17 años como empresa pública.
En la década de 1990, Guardian pudo notar un repunte tanto en los sectores de materiales de construcción como de productos automotrices debido a varias adquisiciones y adquisiciones: Automotive Moulding Company Warren, Michigan; Laboratorio. Radio de Valencia, España; Builder Marts of America (BMA) y Cameron Ashley Building Products (que ahora es Guardian Building Products Distribution) en 2000.